# James Wakefield

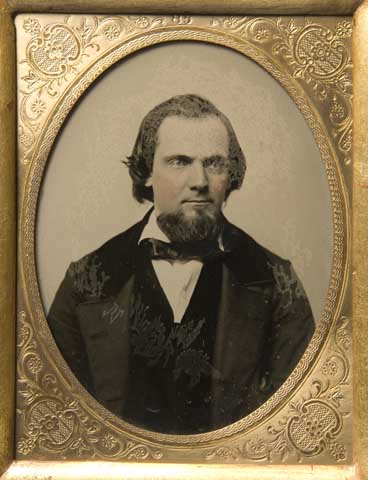
James Wakefield

James Beach Wakefield (* 21. März 1825 in Winsted, Litchfield County, Connecticut; † 25. August 1910 in Blue Earth, Minnesota) war ein US-amerikanischer Politiker. Zwischen 1883 und 1887 vertrat er den Bundesstaat Minnesota im US-Repräsentantenhaus. Außerdem war er von 1875 bis 1877 Vizegouverneur von Minnesota.

## Werdegang
James Wakefield besuchte die öffentlichen Schulen in Westfield (Massachusetts) und in Jonesville (New York). Danach studierte er bis 1846 am Trinity College in Hartford. Nach einem anschließenden Jurastudium in Painesville (Ohio) und seiner 1852 erfolgten Zulassung als Rechtsanwalt begann er in Delphi (Indiana) in diesem Beruf zu arbeiten.
Im Jahr 1854 zog Wakefield nach Shakopee im Minnesota-Territorium. Dort wurde er erster Nachlassrichter im Faribault County. Politisch war Wakefield Mitglied der Republikanischen Partei. In den Jahren 1858, 1863 und 1866 wurde er in das Repräsentantenhaus von Minnesota gewählt; 1866 war er als Nachfolger von Thomas H. Armstrong der Speaker dieser Parlamentskammer. Zwischen 1867 und 1869 gehörte er dem Staatssenat an. Von 1869 bis 1875 arbeitete er für das Bundeskatasteramt in Winnebago City. Danach war er zwischen 1875 und 1877 Vizegouverneur von Minnesota unter den Gouverneuren Cushman Kellogg Davis und John Sargent Pillsbury.
Bei den Kongresswahlen des Jahres 1882 wurde Wakefield im zweiten Wahlbezirk von Minnesota in das US-Repräsentantenhaus in Washington, D.C. gewählt. Dort trat er am 4. März 1883 die Nachfolge von Horace B. Strait an, der in den dritten Distrikt wechselte. Nach einer Wiederwahl im Jahr 1884 konnte Wakefield bis zum 3. März 1887 zwei Legislaturperioden im Kongress absolvieren. Nach dem Ende seiner Zeit im Repräsentantenhaus zog sich Wakefield aus der Öffentlichkeit zurück. Er starb am 25. August 1910 in Blue Earth und wurde in Painesville beigesetzt.